# Muzyka hindustańska

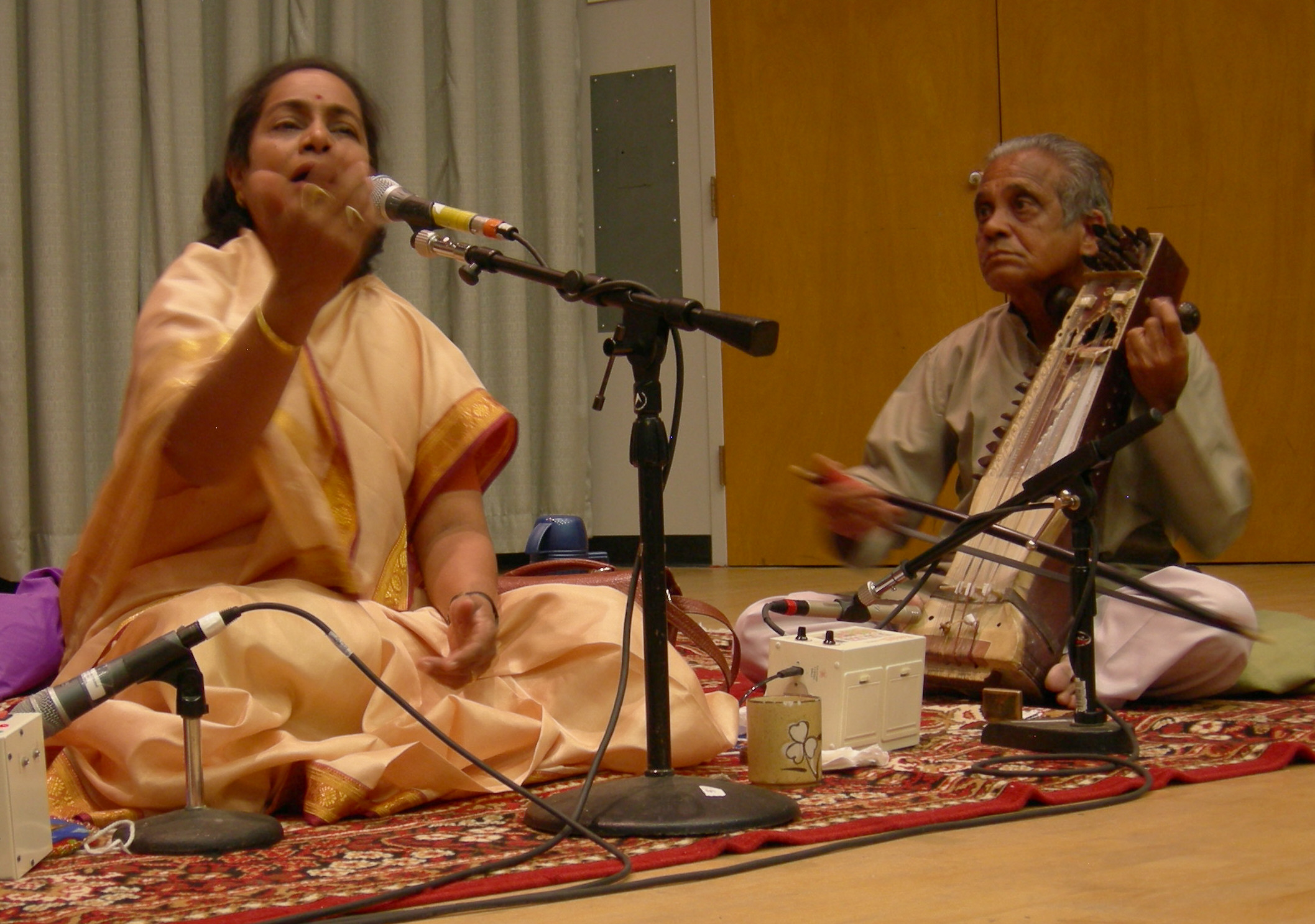
Shruti Sadolikar Katkar

Muzyka hindustańska (hindi हिन्दुस्तानी शास्त्रीय संगीत, urdu ‏ہندوستانی شاستریہ سنگیت‎ Hindustani śastrij sangit; ang. Hindustani classical music) – jeden z dwóch stylów w indyjskiej muzyce klasycznej, dominujący na północy subkontynentu indyjskiego. Drugim jest tzw. muzyka karnatacka, popularna przede wszystkim na Południu. 
Styl ten wywodzi się z Samawedy, do czasów najazdów muzułmańskich rozwijał się wspólnie ze stylem karnatackim, zaś od XII wieku ewolucja tych dwóch tradycji jest rozbieżna ze względu na silne wpływy muzyki perskiej w stylu północnym. Wpływy te związane są przede wszystkim z przyjęciem nowych rodzajów instrumentów pochodzenia perskiego, zwłaszcza sitaru i sarodu, i działalnością kompozytorów sufickich, jak Amir Chusru oraz syntezującą atmosferą dworu mogolskiego.
Tradycyjnie wirtuozom pochodzenia muzułmańskiego nadaje się tytuł Ustad, zaś hinduistom – Pandit, lecz w ramach muzyki hindustańskiej występuje daleko posunięty synkretyzm. Nie należą do rzadkości wokaliści muzułmańscy wykonujący hinduskie utwory religijne bhadźany, lub na odwrót.
Elementy wspólne z muzyką karnatacką to siedem podstawowych nut sa-ri-ga-ma-pa-dha-ni, plus pięć półnut, tworzą razem 12-nutową skalę. Wspólne są również takie pojęcia, jak raga i tala.
W XX w. muzyka indyjska w stylu hindustańskim zdobyła również szeroką publiczność na zachodzie, przede wszystkim dzięki takim sławom, jak Ravi Shankar czy Ali Akbar Khan.